# Ambruse Vanzekin
Ambruse Vanzekin (14 de julho de 1986) é um futebolista nigeriano, medalhista olímpico de prata , que joga como goleiro. Atualmente defende as cores do Warri Wolves F.C..

## Carreira
Iniciou sua carreira no Plateau United em 2004, transferindo-se em 2006 para o Bendel Insurance F.C.. A partir de 2008, é o goleiro titular do Akwa.
Ele foi membro da Seleção Sub-20 Nigeriana que disputou os Jogos Olímpicos de Verão de 2008 e terminou na segunda colocação, somente atrás da Argentina. Também terminou na segunda colocação do Campeonato Mundial de Futebol Sub-20 de 2005.